# Фудзівара но Таканобу
Фудзівара но Таканобу (яп. 藤原隆信; 1142—1205) — японський відомий художник кінця 12 століття, один із провідних художників своєї доби, майстер стилю японського живопису ямато-е, а також Nise-e. Сам художник є сином поета Фудзівара но Тамецуне (відомого як Дзакуто) та доньки пана Фудзівара но Тікатаби — Кайго Міюко (відомої також як Біфукумон-ін но Каґа). Проте виховувався вітчимом Фудзівара но Сундзеєм — таким чином вважається зведеним братом із Фудзівара но Тейка, відомим в Японії поетом та співцем. Художник вперше застосував техніку яскравих кольорових багатокутників на темному тлі, що зробила великий вплив на подальший японський живопис. Творив з періоду ранньої Камакура по пізній період Хей'ан — «Періоду початкового благородства». З його трьох збережених портретних картин, котрі вціліли до нашого часу та зберігаються у Jingo-ji в Кіото, мабуть, найвідомішою є портрет Мінамото-но Йорітомо, засновника уряду Сьогунат Камакура. Портрет відрізняється своїми різкими незграбними обрисами та великих блоками щільних колірних інновацій, які були введені ним та сином Таканобу — Нобудзане, а також перейняті його нащадками протягом декількох поколінь.

## Основні напрямки діяльності
Таканобу народився в Кіото, був прекрасно освічений, знав китайську мову і каліграфію, був поетом і літописцем, через що за юного віку здобув собі популярності, бувши придворним поетом за імператора Го-Тоба. Також був творцем однієї з антологій життєписів імператорів і вищих сановників з роду Фудзівара «Іяёцугі» («Доповнення до Ецугі»). За що прославлявся поруч з Лон Ло, та був описаний як «великий поет графіті». Обтяжений придворними обов'язками, він мало часу приділяв заняттям живописом, а й ті деякі твори майстра сприяли остаточному додаванню, сприянню і нарешті розквіту національного стилю ямато-е.
Крім того, виступив пособником у стосунках між Ню-Уіном та Куджу Кенмі, що у свою чергу призвело до об'єднання «Лівих» сил будинку Куджо.
Проте, найбільшим досягненням митця є досягнення та загальне визнання як художника-портретиста. Таканобу проявив себе найкраще у художньому японському стилі nise-e (nisee-портрет).

## Дослідження діяльності
Як повідомляє поет Шо Коін Шо, художник 9 вересня 1173 року зображував шанованого чиновника Токіву Міцуморі.
На даний момент існує припущення стосовно вкладу Таканобу в ліпне мистецтво. Зокрема у музеї Джинго-Джи у Кіото приписуються руці митця декілька скульптур. На жаль, інформації занадто мало аби спростувати або підтвердити щось.
Також, згідно з останніми дослідженнями певні думки стосовно того, як Таканобу Фудзівара став придворним поетом. Згідно зі знайденими стародавніми Вака — Таканобу володів опосередкованим поетичним стилем, а потрапив до імператорського кола лише завдяки конфлікту близько 1170 року з Тошінарі Теншунмоном, котрий відмовився оцінювати поезію художника на честь дому Фудзівара. Таканобу пізніше зазначив, що він не був готовим стати поетом при дворі імператора. Усі його вірші увійшли до власної збірки «Таканобу асон-сю».
Подальші роки митець провів у ролі політичного діяча. Оскільки його бабуся була нянею придворного роду Міюкіндзойна, вона стала завідувачем їхньої бібліотеки. Згодом Таканобу на 8 років отримав престижне місце при адміралі Ейсені, котрий щедро оплачував діяльність Фудзівари, як хроніста та політичного діяча.

## Художні напрацювання
На сьогодні збереглося два портрети за авторством Таканобу, серед яких:
- Портрет військового діяча Тайра Сігєморі (XII в.)
- Портрет сьогуна Портрет Мінамото-но Йорітомо[ru] (XII в.). Вперше застосована техніка використання яскравих кольорових багатокутників на темному фоні, що надалі справило великий вплив на подальший японський живопис.

Портрет Мінамото-но Йорітомо, 1179
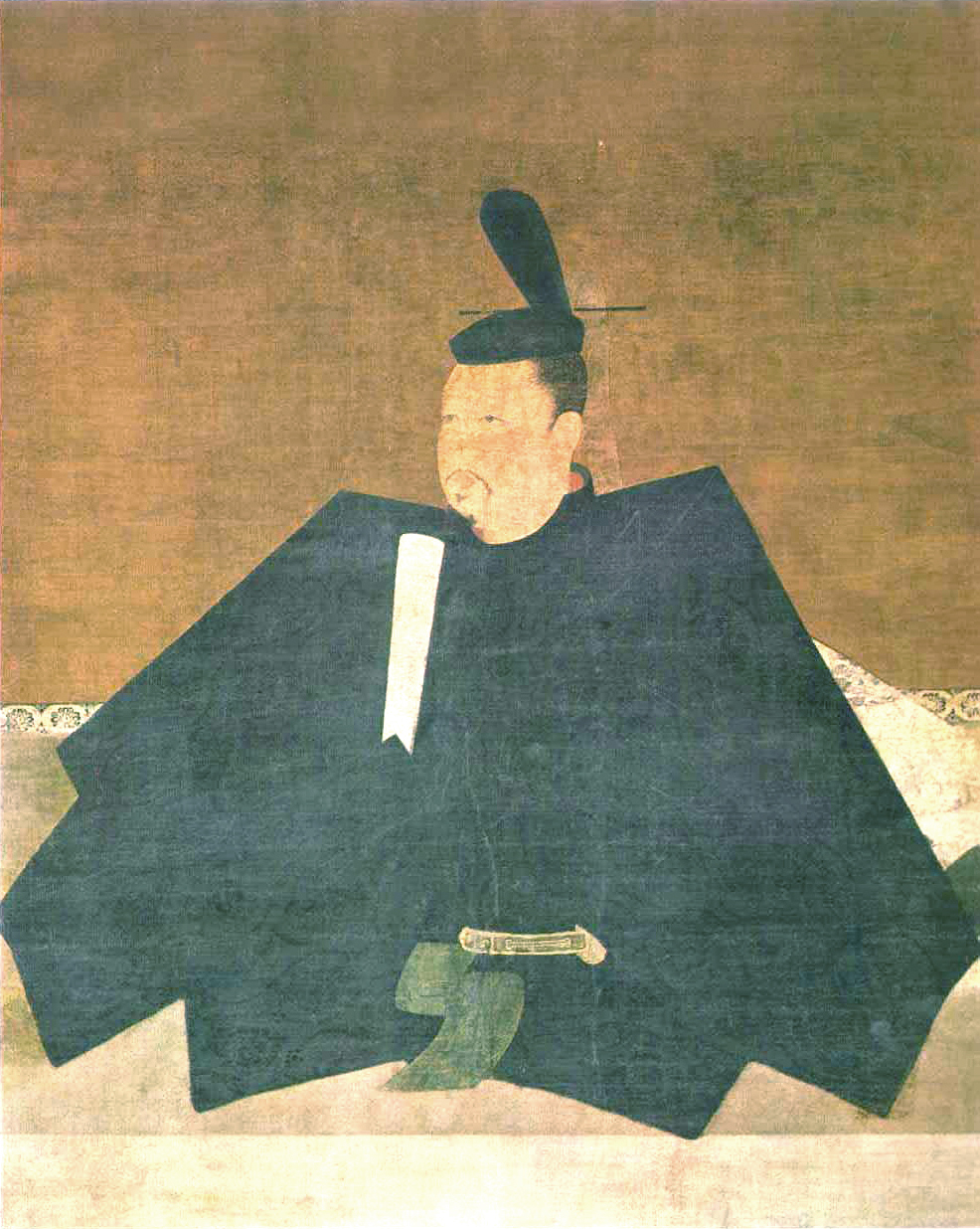
Портрет Тайра Сігьоморі